# Pantherodes pumaria
Pantherodes pumaria är en fjärilsart som beskrevs av William Schaus 1901. Pantherodes pumaria ingår i släktet Pantherodes och familjen mätare. Inga underarter finns listade i Catalogue of Life.